# 長崎電気軌道赤迫支線
赤迫支線（あかさこしせん）は、長崎県長崎市の住吉停留場と赤迫停留場を結ぶ、長崎電気軌道の軌道路線である。

## 概要
本線の直線状に続く路線。事実上の本線の延伸区間である。
1号・2号・3号各系統が運行されており、いずれも長崎駅前停留場まで本線に乗り入れている。

## 路線データ
- 路線距離（営業キロ）：0.3 km
- 軌間：1435mm（狭軌）
- 停留場数：2（起終点含む）
- 複線区間：全線（赤迫停留場構内を除く）
- 電化区間：全線（直流600V）

## 歴史
- 1960年（昭和35年）5月8日：開通[1]。
- 1982年（昭和57年）
  - 7月23日：長崎大水害により運休[2]。
  - 7月25日：運行再開[2]。
- 2024年（令和6年）6月10日：赤迫停留場の手前で先行電車と後続電車が衝突。負傷者なし[3]。

## 運行状況
1号系統が約5.5分間隔、3号系統が約6分間隔で運行されている。このほか、深夜帯に2号系統が1往復のみ運行される。

## 停留場一覧
- 全停留場が長崎県長崎市に所在。全線複線、併用軌道。
- 全線を1号系統・2号系統・3号系統が経由する。

| 番号 | 停留場名   | 駅間 キロ | 営業 キロ | 接続路線           |
| ---- | ---------- | --------- | --------- | ------------------ |
| 12   | 住吉停留場 | -         | 0.0       | 長崎電気軌道：本線 |
| 11   | 赤迫停留場 | 0.3       | 0.3       |                    |